# Tim Parker
Timothy Ryan Parker (* 23. Februar 1993 in Hicksville) ist ein US-amerikanischer Fußballspieler.

## Karriere

### Jugend und Amateurfußball
Parker spielte während seiner Zeit an der St. John’s University für das Fußballteam seiner Universität. Dort erzielte er in 62 Spielen drei Tore. 2012 spielte er außerdem noch in der Premier Development League für die Long Island Rough Riders. 2013 war er während der Semesterferien bei den Brooklyn Italians in der National Premier Soccer League aktiv.

### Vancouver Whitecaps
Parker wurde als 13. Pick in der ersten Runde des MLS SuperDraft 2015 von den Vancouver Whitecaps gewählt. Am 30. März 2015 absolvierte Parker sein Profidebüt in der United Soccer League für die zweite Mannschaft der Vancouver Whitecaps. Sein Debüt in der MLS hatte Parker am 3. Mai 2015.

### Nationalmannschaft
Im Januar 2016 wurde Parker zum ersten Mal in den Kader der Fußballnationalmannschaft der Vereinigten Staaten berufen, kam in den beiden Spielen aber nicht zum Einsatz.